# Wielertermen
In de wielersport worden er veel termen gebruikt die nergens anders worden gebruikt of die een heel andere betekenis hebben. Een aantal begrippen komt uit het Frans of Italiaans. Sommige uitdrukkingen zijn inmiddels overgenomen in andere sectoren.
- à bloc (Frans): voluit tot het maximale, met volle inzet, rijden.
- aan de boom schudden: hard doorrijden om tegenstanders in de kopgroep te lossen.
- aan de rekker hangen: achter in een groep fietsen en op het punt staan gelost te worden.
- aan het elastiek hangen: gelost worden en telkens weer terugkomen. Ook wel accordeon spelen genoemd.
- achterwielrenner (ook: wieltjeszuiger): wielrenner die steeds achter een ander aanrijdt en niet op kop gaat. Uitspraak van Eddy Merckx over Joop Zoetemelk.
- afloper of leegloper: fietsband die langzaam leegloopt.
- Als Jan Janssen de Tour kan winnen, kan mijn schoonmoeder het ook. (Kees Pellenaars)
- (met) de benen (laten) spreken: (meestal negatieve) kritiek beantwoorden met een overwinning.
- berggeit: wielrenner die goed kan klimmen. Vgl. klimgeit.
- bezemwagen: laatste volgauto van een wedstrijd.
- bidon: drinkbus of drinkfles die je aan het frame van een racefiets kunt bevestigen
- bidon collé (Frans) of plakbidon: een wielrenner die een bidon aanpakt vanuit de ploegleidersauto maar de bidon langer dan nodig vasthoudt en zich door de auto laat meevoeren.
- binnenband: inspuiting in de ader.
- bitumineuze voegvullingsmassa (Renaat Schotte): opvulling van de voeg tussen betonplaten. Met name in België zijn er wegen die van betonplaten gemaakt zijn. Als deze opvulling ontbreekt, kan een wiel erin blijven vaststeken. Deze voeg wordt ook wel Belgische spleet genoemd (door Roxane Knetemann).
- bolletjestrui: trui met rode stippen die in de Ronde van Frankrijk aan de leider in het bergklassement (de bergkoning) wordt gegeven; in het Frans: "maillot à pois" ("erwtjestrui"). In de Ronde van Spanje heeft de trui blauwe bolletjes. De leider zelf wordt ook "de bolletjestrui" genoemd, net zoals de leider in het algemeen klassement ("de gele trui") of in het puntenklassement ("de groene trui").
- (eerst) het bord van een ander leegeten (Gerrie Knetemann): in een kopgroep wil een renner minder inspanning leveren dan de andere renner(s), zodat hij aan het eind meer energie overheeft.
- bordjessprint: tijdens een training sprinten wie het eerst bij een plaatsnaambord is.
- boterham met pindakaas: "Je rijdt de Tour niet op een boterham met pindakaas", dat wil zeggen niet zonder verboden middelen, opmerking toegeschreven aan Gerrie Knetemann.
- buiten tijd: een renner die niet binnen de tijdslimiet (bepaald percentage van de tijd van de winnaar) de finish bereikt, krijgt in de uitslag OTL (over time limit) achter zijn naam.
- de bus: groep renners die niet mee kan in de bergetappes en gezamenlijk in een rustiger tempo naar de finish fietst. De chauffeur van de bus is doorgaans een ervaren renner die het tempo zodanig regelt dat de groep nog binnen de toegelaten tijd aan de finish komt. Een onervaren wielrenner die niet buiten tijd wil aankomen kan een buskaartje kopen door in de buurt van de chauffeur te blijven. Als een bus buiten tijd aankomt, worden de renners soms toch in koers gehouden, omdat de organisatie niet in een keer tientallen renners wil verliezen.
- chaperon (Frans voor begeleider): iemand die vanuit de organisatie de winnaar bij de finish opvangt en zorgt dat deze op tijd bij het podium is en die bij de renner blijft tot deze bij de dopingcontrole is.
- chasse-patate (Frans): een of meer renners die ondanks een zware inspanning niet de voorste renner(s) weten te bereiken en langzaam maar zeker worden bijgehaald door de groep waaruit ze zijn ontsnapt. Bijvoorbeeld een groepje renners dat uit het peloton ontsnapt om naar een kopgroep te rijden, maar halfweg blijft hangen. Ze slagen er kilometers lang niet in de kopgroep te bereiken, maar ze zijn ook te ver voorop om zich nog te laten inhalen door het peloton. Zoals taal- en sportkenner Mark Uytterhoeven ooit opmerkte: "je voelt je redelijk onnozel, 'en chasse patate'."
- d'r op en d'r over: een renner of groep inhalen, en vervolgens direct voorbij rijden.
- het dak van de ronde: het hoogste punt van een rittenkoers. Wie als eerste deze bergtop passeert, krijgt in de Tour de Souvenir Henri Desgrange en in de Giro de Cima Coppi. In de Giro Donne heet deze de Cima Alfonsina Strada.
- demarrage (Frans) / demarreren: snel wegsprinten uit het peloton of een kopgroep, om te proberen een voorsprong te nemen.
- derde bal: Een blessure die begint met een puistje in de bilnaad dat door druk en wrijving uitgroeit tot een ontsteking ter grootte van een ei.
- de deur dichtdoen: (bij een sprint) van de eigen lijn afwijken en daardoor de tegenstander de pas afsnijden.
- DNF / did not finish (Engels): een renner die vroegtijdig uit koers stapt en niet de finish bereikt, krijgt in de uitslag DNF achter zijn naam.
- dokkeren: over kasseien rijden.
- domestique: Frans voor knecht (zie aldaar)
- de dood of de gladiolen: (in de laatste fase van een wedstrijd) zo hard mogelijk fietsen en maar kijken wat het resultaat is: de bloemen of helemaal niks.
- Door de wind boren: met wind pal op kop voor het peloton proberen te blijven.
- doorkachelen (Gerrie Knetemann): met het verstand op nul hard blijven doorfietsen.
- La Doyenne (Frans): ouderdomsdeken, bijnaam van Luik-Bastenaken-Luik.
- de dubbel pakken: de winnaar van een etappe die tegelijk de leiderstrui verovert. Met dubbel wordt ook soms een combinatie van vergelijkbare koersen bedoeld, bijvoorbeeld als een renner zowel de Ronde van Vlaanderen als Parijs-Roubaix wint.
- een ekimovje doen: een beslissende demarrage in de laatste kilometer(s), genoemd naar Vjatsjeslav Jekimov.
- elkaar bij de keel vasthouden (Maarten Ducrot): Wanneer klassementsrenners elkaar geen strobreed toegeven in de strijd om de koppositie. Daarmee wurgt de klassementsrenner ook zijn eigen kansen. Vaak wordt gedacht: 'Ik niet, dan mijn concurrent ook niet.'
- en danseuse (Frans): recht op de trappers bergop rijden en zwaaiende bewegingen maken met het lichaam. Vgl. op de trappers lopen.
- er een snok aan geven (Gerrie Knetemann): extra hard gaan rijden of een laatste krachtexplosie.
- er af gepierd worden (Maarten Ducrot): het tempo niet meer kunnen volgen.
- erbij liggen (Maarten Ducrot): deel uitmaken van een valpartij.
- ervanonder muizen: wegspringen, demarreren op een onopvallende manier.
- fringale (Frans): hongerklop (zie aldaar)
- een gat laten vallen: een of meer renners laten wegrijden, al dan niet met opzet.
- het gat dichten/dichtrijden: aansluiting krijgen met een voorligger.
- geen benen hebben: geen kracht in de benen hebben.
- (terug-) gegrepen / gepakt worden: de kopgroep wordt bijgehaald door het peloton.
- gekookt zijn (Maarten Ducrot): uitgeput door inspanning of warmte
- geparkeerd staan: nauwelijks nog bergop kunnen fietsen zodat men bijna stilstaat. "Hij gooit een muntje in de parkeermeter".
- gesneden brood: groeihormonen.
- gestrekt tempo: rijden met hoog tempo, net niet maximaal.
- getelefoneerd demarreren: demarage die de andere renners zagen aankomen.
- (goede) benen hebben: in goede vorm verkeren. Tegenovergestelde van geen benen hebben.
- Giro: Italiaans voor 'ronde'. Meestal wordt de Ronde van Italië (Giro d'Italia) bedoeld, hoewel ook andere Italiaanse wedstrijden giro in hun naam hebben, zoals de rondes van Toscane, Lombardije en Emilia. Het wordt ook in letterlijke zin gebruikt: ultimo giro is de laatste ronde.
- gregario: Italiaans voor knecht (zie aldaar)
- grinta (Italiaans): hardnekkigheid, verbetenheid (veel gebruikt door Michel Wuyts op de Vlaamse televisie).
- gruppetto (Italiaans): de bus (zie aldaar)
- gruppo compatto (Italiaans): de groep is weer compleet, de kopgroep is teruggepakt.
- guidon: fietsstuur, in uitdrukkingen als: onder in de guidon of de guidon vanonder pakken. Een wielrenner pakt het stuur aan de onderkant vast als hij wil sprinten of gestroomlijnder wil zijn bij een versnelling.
- harken: enorme inspanning leveren. Vgl. stoempen en op karakter fietsen.
- "Het is koers!": de wedstrijd is begonnen. Ook soms gebruikt als de finale is begonnen, een beslissende fase met veel aanvallen.
- het moet uit het eelt van zijn tenen komen (Mart Smeets): het kost hem grote inspanning.
- hij is gezien: hij is verslagen, op achterstand gereden.
- hij trapt de kinderkopjes uit de kasseistrook (Mart Smeets): zeer hard over een kasseistrook fietsen.
- hij zit in een zetel: hij zit in een zeer voordelige positie als de sprint begint.
- hij zit te harken (met zijn hol open) (Gerrie Knetemann): hij rijdt zwoegend.
- hongerklop: plotselinge uitputting door tekort aan koolhydraten, waardoor het lichaam ineens niet meer in staat is tot grote fysieke inspanning.
- iemands karretje in de poep rijden (Gerrie Knetemann): geheel tegen de tactiek van een tegenstander in koersen.
- in de boter trappen: erg soepel fietsen.
- in iemands wiel springen: achter een tegenstander aan gaan.
- in/uit de wind rijden
- een jasje uitdoen: een inspanning leveren, een stuk uit de reserves putten.
- jour-sans (Frans): als een renner zijn dag niet heeft, geen goede benen heeft.
- jus in de benen: genoeg energie om hard te fietsen. Tegenovergestelde van pap in de benen.
- kaderplaatje: plaatje dat bevestigd is aan het frame (kader) van de fiets met hetzelfde nummer als het rugnummer van de renner. Als de renner van fiets wisselt, is hij niet meer herkenbaar aan het kaderplaatje.
- op de kant zetten: een waaier trekken (zie aldaar)
- op karakter fietsen: het fietsen niet opgeven ondanks pijn (door kwetsuur).
- kever: een dosis testosteron.
- klasbak - goede, slimme wielrenner
- klepper: een renner waar zeel veel van verwacht wordt, renners met ervaring en talent.
- klimgeit: wielrenner die goed kan klimmen. Vgl. berggeit.
- knecht: renner die zijn eigen kansen opoffert voor een kopman.
- knikje: een korte steile heuvel of kort steil stuk van een beklimming. Door Roxane Knetemann vaak hupsje genoemd. Vgl. kuitenbijter of viezerikje.
- de koers hard maken: groepsgewijs een hoog tempo rijden, waardoor ontsnappingen worden bemoeilijkt.
- koersradio: radiosysteem waarmee de wedstrijdleiding (koersdirecteur) contact heeft met alle auto's en motoren in koers. Hier wordt doorgegeven wat de wedstrijdsituatie is, welke renners betrokken zijn bij een valpartij, wanneer auto's het peloton mogen inhalen om achter de kopgroep plaats te nemen, enz. Dit wordt internationaal ook wel radio tour genoemd, niet te verwarren met Radio Tour de France.
- een koffiemolentje draaien: met een zeer kleine versnelling rijden.
- KOM / QOM: King of (the) Mountain / Queen of (the) Mountain (Engels), begrip in de app Strava. De renner die een berg (of ander segment) als snelste ooit heeft afgelegd, krijgt de titel KOM (man) of QOM (vrouw). Diegene heeft een kommetje gepakt.
- koninginnenrit: allerzwaarste rit in een meerdaagse wielerwedstrijd. Ook de zwaarste klassieker krijgt de titel koningin: la Reine des Classiques, de bijnaam van Parijs-Roubaix.
- kopman / kopvrouw: beste renner van een ploeg, voor wie de andere ploeggenoten knechten.
- koppeltijdrit: tijdrit gereden door twee wielrenners die samen het parcours moeten afleggen van startplaats tot eindstreep. Bijvoorbeeld de Trofeo Baracchi. Een kopgroep van twee renners (meestal ploeggenoten) wordt soms figuurlijk een koppeltijdrit of Trofeo Baracchi genoemd.
- kuitenbijter: korte, maar steile helling. Vgl. muur.
- een kwak geven: tijdens de sprint bewust iemand opzij zetten door een bruusk manoeuvre.
- Lachend naar het rood: met gemak de leiderstrui pakken of behouden (in de Vuelta).
- lead-out: voorbereidend werk waarmee ploeggenoten hun beste sprinter in een zo goed mogelijke uitgangspositie proberen te brengen voor een massasprint.
- leegloper: fietsband die langzaam leegloopt.
- linkeballen: tactisch manoeuvreren aan het eind van een koers, dat wil zeggen maar weinig kopwerk doen.
- loper: beklimming die geleidelijk aan steiler wordt en geen bruuske afwisseling in percentages kent. Tegenovergestelde van een kuitenbijter of muur.
- losrijden of uitrijden: op een rustig tempo fietsen als cooling down vlak na een wedstrijd of op de dag erna, dan wordt het ook wel herstelrit genoemd.
- lossen: niet mee kunnen komen met een groep of het peloton.
- de man met de hamer tegenkomen: in korte tijd compleet uitgeput raken.
- massasprint of massaspurt: sprint van het hele peloton.
- meesterknecht: ploeggenoot die veel werk verzet voor zijn kopman; ook wel adjudant genoemd.
- Mevrouw Van Zetten uit Tiel: door Mart Smeets vaak gebruikt als voorbeeld van een kijker die geen kenner is.
- mongolenwaaier: groep gelosten.
- musette (Frans): etenszakje.
- muur: een hele steile beklimming, bijv. Muur van Geraardsbergen en Muur van Hoei. Vgl. kuitenbijter.
- nadar: Vlaams voor dranghek.
- Namen zeggen me niks. Rugnummers moet ik hebben. (Barend Barendse, reagerend op een mededeling dat Pflimlin gevallen was.)
- Met een neuslengte (ook: wieldikte) verschil winnen: winnen met een klein verschil. Tegenovergestelde van straatlengte verschil.
- neutralisatie: fase tussen de officieuse en de officiële start. Wielerwedstrijden gaan vaak van start in een stadscentrum, maar de smalle bochtige straten zijn vaak te gevaarlijk om de koers te laten beginnen. Men rijdt eerst op een rustig tempo geneutraliseerd de stad uit, waarna op een grote weg de koers officieel van start gaat. Bij noodgevallen kan een koers ook stilgelegd worden en wordt geneutraliseerd (dus niet in wedstrijdverband) naar de finish gereden.
- niet op de foto staan: een renner wint met zo'n grote voorsprong dat de andere renners niet op de finishfoto staan. Ook wel een straatlengte voorsprong genoemd.
- het nieuwe wielrennen: wielrennen zonder doping, term ingevoerd na de doping-affaires van 2006 en 2007.
- de nummers hebben: (uit het Engels: having the numbers) de kopman heeft genoeg ploeggenoten om zich heen om hem te helpen.
- oortjes: radiosysteem waarmee de ploegleider vanuit de auto met de renners kan communiceren.
- op de grote molen: met een groot verzet, een grote versnelling op de fiets rijden.
- op z'n Zoetemelks demarreren: zittend op het zadel en ogenschijnlijk niet hard demarreren. Op deze manier won Joop Zoetemelk het wereldkampioenschap in 1985.
- opgebaard over de meet komen nadat je je het snot voor de ogen hebt gereden (Gerrie Knetemann): dodelijk vermoeid de finish bereiken.
- paceplan of pacen: schema om de krachten gelijkwaardig te verdelen over de duur van een parcours.
- pap in de benen hebben in slechte vorm verkeren. Vgl. geen benen hebben. Tegenovergestelde van jus in de benen.
- Parijs is nog ver: uitdrukking die toegeschreven is aan Joop Zoetemelk, wil aangeven dat de strijd nog niet gestreden is, dat de prijzen aan de eindmeet worden uitgedeeld.
- patat krijgen: een sportieve draai om je oren krijgen.
- de patron (van het peloton): renner die gezag heeft binnen het peloton en die naar buiten optreedt als leider van alle renners.
- piloteren: in een goede uitgangspositie brengen, meestal voor de sprint. Vgl. sprint aantrekken.
- plakbidon: bidon collé (zie aldaar)
- ploegleider: (Frans: directeur sportif) is de leider van de ploeg tijdens de koers. Hij zit in de ploegleidersauto die achter het peloton rijdt. Hij heeft contact met de renners via een radio (oortjes) en hij kan bidons en voeding geven aan renners vanuit de auto.
- pocketklimmer: relatief kleine lichte renner die goed kan klimmen. Ook wel berggeit genoemd.
- puncheur (Frans) of puncher (Engels): renner die snel een korte en steile beklimming kan opsprinten.
- prijs voor de strijdlust of de strijdlustigste: troostprijs voor de renner die lang op kop heeft gefietst of vaak heeft aangevallen, maar meestal niet de winnaar is. Wordt toegekend door een jury of publiek. In de Tour de France mag deze renner in de volgende etappe een rugnummer met rode achtergrond dragen.
- QOM: Queen of (the) Mountain, vrouwelijke versie van KOM (zie aldaar)
- régional de l’étape (Frans): wielrenner die tijdens een rittenkoers deelneemt aan een etappe in de streek waar hij woont.
- de rode lantaarn wordt (symbolisch) uitgereikt aan de laatste renner in het klassement.
- de rode vod of flamme rouge is een rode driehoek boven de weg die aangeeft waar de laatste kilometer begint.
- op het rooster leggen: de renners worden door de beste in de groep helemaal kapotgereden
- skarten (West-Vlaams): enorme inspanning leveren. Vgl. stoempen en harken.
- het skoekeloen in rijden: Het ravijn in rijden.
- (een ander) het snot voor de ogen rijden: hem afpeigeren en zo goed als eraf fietsen. (Vgl. opgebaard ...)
- soigneur (Frans): verzorger van een ploeg die de renners soigneert (verzorgt) en begeleidt voor en na de koers. Vaak is de soigneur ook masseur.
- op souplesse rijden: de trappers met een efficiënte techniek rondbewegen, met een hoog aantal omwentelingen.
- Spaans vlak: Spanje is bergachtig en nergens helemaak vlak. Een vlakke etappe in Spanje is dus relatief en wordt aangeduid als Spaans vlak. Vgl. vals plat.
- een spervuur van demarrages: talrijke demarrages aan het eind van een wedstrijd of etappe.
- springen: in korte tijd de oversteek maken van een achtervolgende groep naar de kopgroep.
- springplank: een knecht die in de kopgroep zit en die zijn kopman helpt als deze vanuit een achtervolgende groep naar de kopgroep springt.
- springveer: renner die doorgaans aan het slot van een wedstrijd nog een indrukwekkende versnelling in de benen heeft.
- de sprint aantrekken: op ruime afstand van de streep zo hard mogelijk rijden zodat de kopman in een ideale positie kan beginnen met sprinten.
- spurtbom: begenadigde spurter met explosieve, krachtige stijl.
- ze staan stil: die groep heeft een relatief laag tempo
- stervende zwanen: een uitdrukking die af en toe door Michel Wuyts gebruikt wordt. Het is veelal een spurt tussen twee renners (of meerdere) die na een immense krachttoer nog een inspanning moeten leveren.
- stoempen: (variant van stampen) fietsen op kracht met weinig techniek vnl. op zwaar terrein (berg, kasseien, modderige grond). Vgl. op karakter fietsen. Tegenovergestelde van op souplesse rijden.
- storen: ploeggenoten van de koploper(s) verstoren de samenwerking in het achtervolgende peloton om de kans van de kopgroep te vergroten.
- strade bianche: Italiaans voor witte wegen. De gelijknamige wedstrijd is genoemd naar de witte zand- of gravelwegen in Toscane. Dit soort wegen wordt ook soms in andere wedstrijden opgenomen. Er is zelfs een eigen discipline met specifieke fietsen ontstaan: gravelrijden of gravelen.
- strijkijzer: iemand die helemaal niet kan sprinten.
- surplacen: balancerend stilstaan op de fiets om zo een tegenstander ongewild de leiding op te dringen; het bijpassende zelfstandig naamwoord luidt surplace (van Frans sur place, "ter plaatse").
- het lijkt op een tandartsenpraktijk: elke keer alle gaatjes dichtrijden na een demarrage. (Maarten Ducrot tijdens de Ronde van Frankrijk 2008)
- tifosi: Italiaans voor enthousiaste supporters.
- De Tour win je in bed. Goed slapen is essentieel om te herstellen. (Joop Zoetemelk)
- De Tour wacht op niemand: er is geen mededogen met pechvogels in de Tour de France.
- op de trappers staan: niet zittend bergop rijden, om meer kracht te kunnen zetten. Vgl. en danseuse.
- trein(tje) of sprinttrein: renners van dezelfde ploeg die achter elkaar rijden om hun sprinter (of andere kopman) uit de wind te houden en het tempo te verhogen, om de sprint aan te trekken, een kopgroep terug te pakken of bergop zwaar maken voor tegenstanders.
- treintje oproken: te snel haken een aantal ploeggenoten af die de sprinter naar de finish moeten brengen.
- Trofeo Baracchi: bekende koppeltijdrit (zie aldaar)
- tussen de mensen staan: in het klassement tussen goede renners (kopmannen) staan. Met name gebruikt als iemand een achterstand heeft goedgemaakt: "hij staat weer tussen de mensen".
- met twee vingers in de neus een overwinning behalen: makkelijk winnen.
- uit het zadel fietsen: op de trappers staan (zie aldaar)
- uitgewoond zijn (ook: uitgepierd zijn): uitgeput zijn.
- vals plat: licht oplopend, schijnbaar vlak stuk van het parkoers. (Vlg. Spaans vlak)
- verdapperen: harder gaan rijden.
- vierkant draaien: niet vlot fietsen (vooral door technische tegenslag of vete in de ontsnappende groep).
- viezerikje: segment van een beklimming dat je dwingt in het rood te gaan. (Peter Kaag) Vgl. knikje.
- virtueel in het geel rijden: (Ronde van Frankrijk:) renner die tijdens de etappe zo'n voorsprong heeft dat hij de gele leiderstrui zou dragen als de rit op dat moment zou eindigen.
- vroege vlucht / vlucht van de dag: kopgroep die vroeg in de wedstrijd is ontstaan en die lang standhoudt.
- Vuelta: Spaans voor 'ronde'. Meestal wordt de Ronde van Spanje (voluit Vuelta Ciclista a España) bedoeld, hoewel ook andere Spaanse rittenkoersen vuelta in hun naam hebben, zoals de rondes van Burgos, Baskenland en Andalusië (Ruta del Sol). De Ronde van Catalonië gebruikt het Catalaanse woord volta.
- een waaier trekken: bij zijwind rijden de renners het liefst schuin achter elkaar, zodat de renners (behalve de eerste) uit de wind rijden. Wanneer zo de ganse breedte van de weg gebruikt is en er geen plaats meer is, komt de volgende renner in de wind en zal die het moeilijker krijgen om te volgen. Omdat hij in feite verplicht wordt om een nieuwe waaier te vormen, kan hij en de rest van het peloton "eraf gereden worden". (Vgl. (het peloton) op de kant zetten)
- wagentje / wagon aanhaken: een achtervolger maakt de aansluiting met de koploper en blijft in zijn wiel zitten.
- wandeletappe: een etappe van een wielerkoers waarin heel langzaam wordt gefietst.
- wapper: hongerklop (zie aldaar)
- waterdrager: knecht (zie aldaar)
- we gaan fietsen (Mart Smeets): ter inleiding van televisiecommentaar op een wielerwedstrijd. Tijdens de wedstrijd, wanneer de renners na een gezapige rit in peloton serieus gaan koersen.
- wegkapitein: ervaren renner, maar meestal niet de kopman, die verantwoordelijk is voor het uitvoeren van de teamstrategie en ervoor moet zorgen dat al zijn teamgenoten op het juiste moment op de juiste positie rijden.
- wegkletsen: demarreren (zie aldaar).
- wesp: aranesp, een soort super-epo. (gebruikt in de zaak Johan Museeuw)
- wieltjeszuiger: achterwielrenner (zie aldaar)
- zwemmen: tussen twee groepen in fietsen zonder dat de eerste groep wordt ingehaald. (Vgl. chasse-patate)